# Oxalis densa
Oxalis densa är en harsyreväxtart som beskrevs av N. E. Brown. Oxalis densa ingår i släktet oxalisar, och familjen harsyreväxter. Inga underarter finns listade i Catalogue of Life.